# Marcos Parente
Marcos Parente là một đô thị thuộc bang Piauí, Brasil. Đô thị này có diện tích 775,767 km², dân số năm 2007 là 4176 người, mật độ 5,38 người/km².